# Boris Tomachevski
Pour les articles homonymes, voir Tomashevsky.
Boris Viktorovitch Tomachevski (russe: Бори́с Ви́кторович Томаше́вский, Boris Viktorovič Tomaševskij), ou Boris Viktorovich Tomashevsky né en 1890 à Saint-Pétersbourg et mort en 1957, est un critique littéraire formaliste russe, théoricien de la poésie, analyste et historien de la littérature russe, traducteur et écrivain. Il était membre du Cercle linguistique de Moscou, de l'OPOYAZ et de l'Union des écrivains soviétiques.